# Eparchia żeleznogorska
Eparchia żeleznogorska – jedna z eparchii Rosyjskiego Kościoła Prawosławnego, z siedzibą w Żeleznogorsku. Wchodzi w skład metropolii kurskiej. 
Eparchia powstała na mocy decyzji Świętego Synodu Rosyjskiego Kościoła Prawosławnego z 26 lipca 2012 poprzez wydzielenie z eparchii kurskiej i rylskiej.

## Biskupi żeleznogorscy
- Beniamin (Korolow), 2012–2020[2]
- Paisjusz (Jurkow), od 2020